# لونا (نیومکزیکو)
لونا (به انگلیسی: Luna) یک منطقهٔ مسکونی در ایالات متحده آمریکا است که در شهرستان کترون، نیومکزیکو واقع شده‌است. لونا ۱۴٫۴۱ کیلومتر مربع مساحت و ۱۵۸ نفر جمعیت دارد.